# Кинг, Джулиан
Сэр Джу́лиан Бе́ресфорд Кинг (англ. Sir Julian Beresford King; род. 22 августа 1964) — британский дипломат и политический деятель, европейский комиссар по вопросам безопасности (2016—2019).

## Биография
Родился в пригороде Бирмингема Саттон Колдфилд, окончил Оксфордский университет, где изучал философию. С 1985 года работал в Форин-офисе. В 1987—1989 годах окончил Национальную школу администрации в Париже. Посвящён в рыцарство королевой Елизаветой II.
В 2006 году награждён степенью кавалера, а в 2020 — кавалера Большого креста ордена Святых Михаила Георгия, в 2011 году — степенью Командора Королевского Викторианского ордена. Занимал разные должности в Брюсселе, Нью-Йорке, Париже, Люксембурге, Гааге, Лиссабоне и Лондоне. В 2008—2009 годах работал в аппарате Европейской комиссии (отвечал за кадровые вопросы в офисе еврокомиссара по внешней торговле Питера Мандельсона и позднее — в офисе Кэтрин Эштон). В 2009—2011 годах Кинг являлся послом Великобритании в Ирландии. В 2011—2014 годах являлся генеральным директором Министерства по делам Северной Ирландии. В январе 2016 года назначен послом Великобритании во Франции.
19 сентября 2016 года вступил в должность европейского комиссара по вопросам безопасности (комиссия Юнкера).

## Личная жизнь
В 1992 году Кинг женился в Гаскони на Лотте Кнудсен (Lotte Knudsen), с которой познакомился в период учёбы во Франции. Некоторое время семья жила во Франции, Лотте работала в аппарате Европейской комиссии в Брюсселе.